# Кисельов Юрій Олександрович (скульптор)
Ю́рій Олекса́ндрович Кисельо́в (5 листопада 1953, Київ — 21 жовтня 2024, Київ) — український скульптор; член Київської організації Спілки радянських художників України з 1983 року. Син живописця Олександра Кисельова.

## Біографія
Народився 5 листопада 1953 року в місті Києві (нині Україна). 1978 року закінчив Київський художній інститут, де навчався зокрема у Василя Бородая.
З 1986 року працював у Київському художньому інституті/Національній академії образотворчого мистецтвава і архітектурири: з 2011 року — був доцентом кафедри скульптури.
Жив у Києві в будинку на провулку Мар'яненка, № 9, квартира № 15, потім в будинку на бульварі Лесі Українки, № 16, квартира 15.
Помер у Києві 21 жовтня 2024 року.

## Творчість
Працював у галузі монумументальної і станкової скульптури, створював погруддя, пам'ятники, портрети, використовуючи бронзу, граніт та мармур. Серед робіт:
станкова скульптура
- погруддя Костянтина Ціолковського (1989; Національна бібліотека України імені В. І. Вернадського);
- портрети:
  - «Батько» (1976);
  - «Олексій Шовкуненко» (1976);
  - «О. Казимир» (1982);
  - «Д. Барановський» (1990);
  - «Ярослав Мудрий» (2001);

пам'ятники
- у Києві
  - на честь 100-річчя відкриття трамвайного руху (1992);
  - Дмитру Менделєєву (1995, співавтор Валерій Швецов);
  - Вілену Чеканюку (2008);
- у Старокостянтинові
  - жертвам голодомору (2008; у співавторстві);
  - Тарасу Шевченку (2009).

Брав участь у міських, всеукраїнських художніх виставках з 1976 року. 
Деякі роботи скульптора зберігаються у Херсонському та Чернігівському художніх музеях, Ізмаїльському історико-краєзнавчому музеї Придунав'я, Красноградському краєзнавчому музеї.